# Wenhui
Wenhui (kinesiska: 文汇街道, 文汇) är en socken i Kina. Den ligger i provinsen Shandong, i den östra delen av landet, omkring 160 kilometer nordost om provinshuvudstaden Jinan. Antalet invånare är 123 764. Befolkningen består av 59 614 kvinnor och 64 150 män. Barn under 15 år utgör 12,0 %, vuxna 15-64 år 80 %, och äldre över 65 år 6,0 %.
Genomsnittlig årsnederbörd är 671 millimeter. Den regnigaste månaden är juli, med i genomsnitt 255 mm nederbörd, och den torraste är januari, med 7 mm nederbörd.